# S7航空
S7航空（エスセブンこうくう、ロシア語: S7 Airlines エース・セーヴェン・エーイルラーインス）は、ロシアの航空会社。ロシアの国内線では最大のシェアを占める。
航空連合「ワンワールド」に所属しているが、2022年のロシアの「特別軍事作戦」（ロシアのウクライナ侵攻）の影響で一時的に会員資格が停止されている。

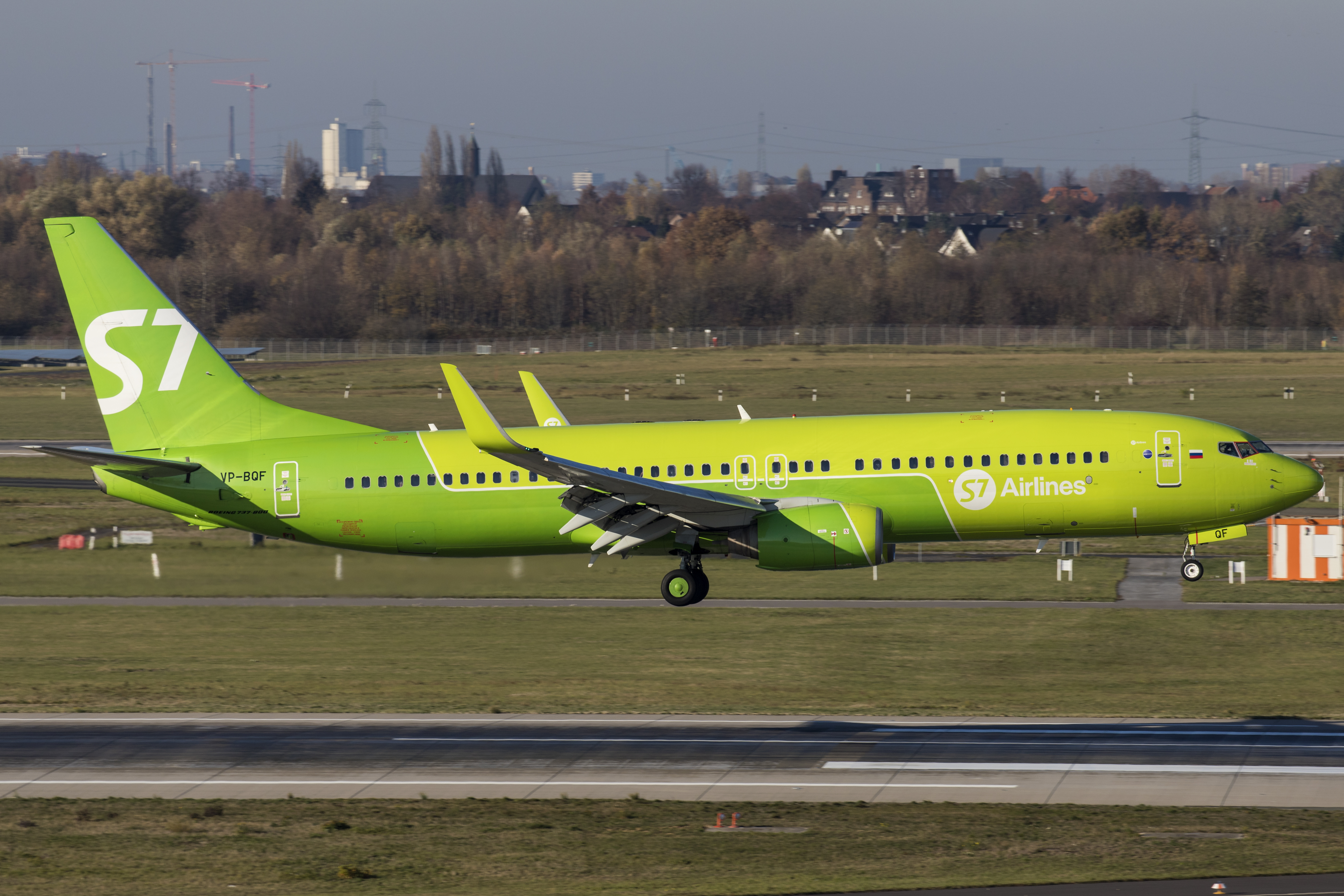
新塗装機 (ボーイング737-800)

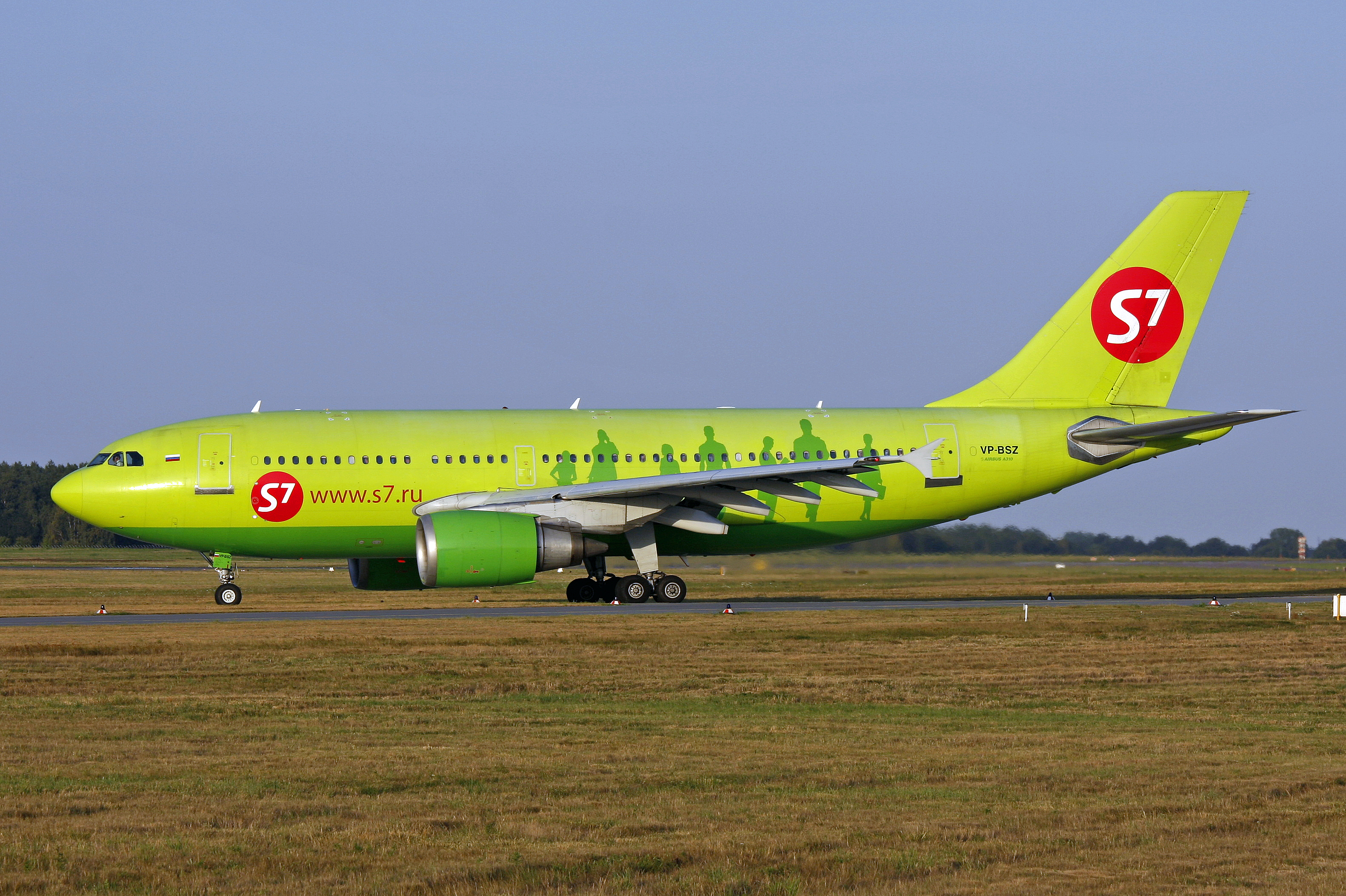
旧塗装機（エアバスA310-200）
現在は尾翼等の塗装が異なる。

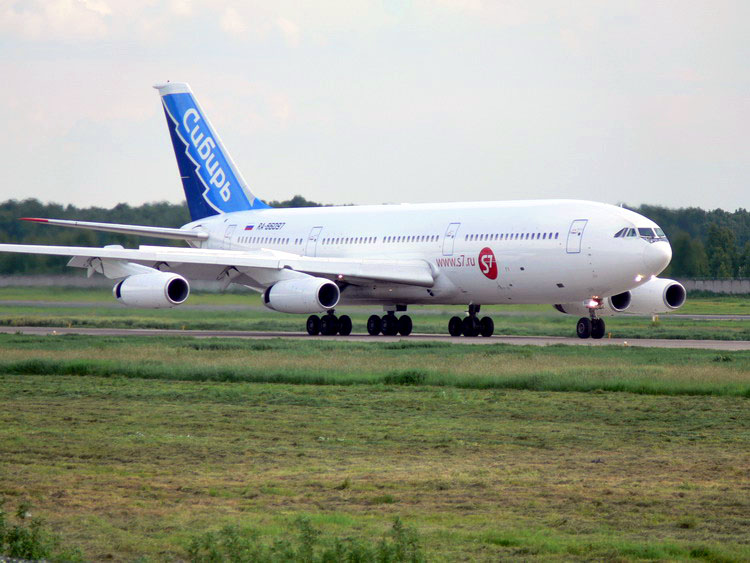
初期塗装機。名称は「シベリア航空」が用いられている（Il-86型機）

## 歴史
- 1957年、ソビエト連邦民間航空総局の「トルマチョーヴォ統一飛行隊」として設立された。
- 1992年、トルマチョーヴォ統一飛行隊を基盤とした、国営シベリア航空が設立された。
- 1994年、国営シベリア航空が民営化された[5]。
- 1997年、モスクワにハブ空港をおくヴヌーコヴォ航空を買収する計画を発表し、2001年に合併。
- 2004年、エアバスA310を取得した。ロシア製以外の航空機を導入するのは初めて。
- 2004年夏、ファーンボロー航空ショーにおいて、50機のスホーイ・スーパージェット100を発注。
- 2005年から、事業全般のブランド名を、シベリア航空から、新しい商標「S7航空」に変更した。「S7」とはIATAの2レター航空会社コードである。
- 2006年12月、ロシアの航空会社としては2社目となる、IATA運航安全監査合格を達成[6]。
- 2008年3月にチャーター便運航子会社「グローバス（英語版）」を設立[7][4]。
- 2009年5月、航空連合「ワンワールド」へ加盟する事を発表[8]、2010年11月15日に正式加盟した。
- 2015年11月、破産したトランスアエロ航空の株式の過半数を取得する計画を表明したが、失敗に終わった[9]。
- 2019年7月15日、エア・アスタナとコードシェア契約を締結した[10]。
- 2019年8月1日、シベリアで起きた森林火災復興支援のため、1機のエアバスA320に「シベリア航空」の復刻塗装を施した[11]。
- 2022年2月、ロシアのウクライナ侵攻をうけ、他のロシアの航空会社とともに、EU乗り入れ、領域通過を禁止された。
- S7航空も、2022年2月25日をもってヨーロッパでの運航を停止し、2022年3月5日までにすべての国際線を停止した。
- 2022年4月19日より、ワンワールド会員資格が一時的に停止されている。[12]

## 就航都市
本拠地のモスクワ（ドモジェドヴォ空港）やノヴォシビルスク、イルクーツクから、ロシア国内線と独立国家共同体諸国、東アジア、ドイツ、オーストリアやスペインなどへ国際線を運航している。2000年頃にフラッグ・キャリアのアエロフロート・ロシア航空が不採算国内線を整理している間も国内線を拡張し続けた。その結果、現在では国内だけで約50都市に就航しており、国内線ではロシア最大手となっている。一方、アエロフロートが積極的に進出しているアメリカ大陸には、自社便・提携便含め、未だ進出していない。
下表は、S7航空が運航する路線の就航都市一欄である。S7航空便名で運航するグローバス便を含む。コードシェア便による他社運航路線のみの就航都市は含まない。ロシア・ウクライナ情勢悪化に伴う臨時の長期運休中の路線も含める。
| S7航空 就航都市                    | S7航空 就航都市                        | S7航空 就航都市                                | S7航空 就航都市                                                          | S7航空 就航都市 |
| ---------------------------------- | -------------------------------------- | ---------------------------------------------- | ------------------------------------------------------------------------ | --------------- |
| 国                                 | 都市                                   | 空港                                           | 備考                                                                     |                 |
| ロシア                             |                                        |                                                |                                                                          |                 |
| ロシア                             |                                        |                                                |                                                                          |                 |
| 中央連邦管区                       |                                        |                                                |                                                                          |                 |
| モスクワ                           | ドモジェドヴォ空港                     | メインハブ空港                                 |                                                                          |                 |
| ヴォロネジ                         | ヴォロネジ国際空港                     |                                                |                                                                          |                 |
| 北西連邦管区                       |                                        |                                                |                                                                          |                 |
| サンクトペテルブルク               | プルコヴォ空港                         |                                                |                                                                          |                 |
| カリーニングラード                 | フラブロヴォ国際空港                   |                                                |                                                                          |                 |
| ムルマンスク                       | ムルマンスク空港                       |                                                |                                                                          |                 |
| 南部連邦管区                       |                                        |                                                |                                                                          |                 |
| ロストフ・ナ・ドヌ                 | プラトフ国際空港                       |                                                |                                                                          |                 |
| クラスノダール                     | クラスノダール国際空港                 |                                                |                                                                          |                 |
| ソチ                               | ソチ国際空港                           |                                                |                                                                          |                 |
| シンフェロポリ                     | シンフェロポリ国際空港                 |                                                |                                                                          |                 |
| アストラハン                       | アストラハン・ナリマノヴォ国際空港     |                                                |                                                                          |                 |
| アナパ                             | アナパ国際空港                         |                                                |                                                                          |                 |
| ヴォルゴグラード                   | ヴォルゴグラード国際空港               |                                                |                                                                          |                 |
| 北カフカス連邦管区                 |                                        |                                                |                                                                          |                 |
| ミネラーリヌィエ・ヴォードィ       | ミネラーリヌィエ・ヴォードィ空港       |                                                |                                                                          |                 |
| マハチカラ                         | マハチカラ・ウイタシュ国際空港         |                                                |                                                                          |                 |
| スタヴロポリ                       | スタヴロポリ国際空港                   |                                                |                                                                          |                 |
| ウラジカフカス                     | ウラジカフカス・ベスラン国際空港       |                                                |                                                                          |                 |
| 沿ヴォルガ連邦管区                 |                                        |                                                |                                                                          |                 |
| ニジニ・ノヴゴロド                 | ストリギノ国際空港                     |                                                |                                                                          |                 |
| カザン                             | カザン国際空港                         |                                                |                                                                          |                 |
| ウファ                             | ウファ国際空港                         |                                                |                                                                          |                 |
| ペルミ                             | ペルミ国際空港                         |                                                |                                                                          |                 |
| ウリヤノフスク                     | ウリヤノフスク・バラタエフカ空港       |                                                |                                                                          |                 |
| サマーラ                           | クルモチ国際空港                       |                                                |                                                                          |                 |
| サラトフ                           | サラトフ・ガガーリン空港               |                                                |                                                                          |                 |
| オレンブルク                       | オレンブルク中央空港                   |                                                |                                                                          |                 |
| イジェフスク                       | イジェフスク空港                       |                                                |                                                                          |                 |
| ペンザ                             | ペンザ空港                             |                                                |                                                                          |                 |
| ニジネカムスク                     | ベギシェヴォ空港                       |                                                |                                                                          |                 |
| ウラル連邦管区                     |                                        |                                                |                                                                          |                 |
| エカテリンブルク                   | コルツォヴォ国際空港                   |                                                |                                                                          |                 |
| チェリャビンスク                   | チェリャビンスク空港                   | 焦点空港                                       |                                                                          |                 |
| チュメニ                           | ロスキーノ国際空港                     |                                                |                                                                          |                 |
| マグニトゴルスク                   | マグニトゴルスク国際空港               |                                                |                                                                          |                 |
| スルグト                           | スルグト国際空港                       |                                                |                                                                          |                 |
| ニジネヴァルトフスク               | ニジネヴァルトフスク国際空港           |                                                |                                                                          |                 |
| ノヤブリスク                       | ノヤブリスク空港                       |                                                |                                                                          |                 |
| サレハルド                         | サレハルド空港                         |                                                |                                                                          |                 |
| ノーヴィ・ウレンゴイ               | ノーヴィ・ウレンゴイ空港               |                                                |                                                                          |                 |
| ハンティ・マンシースク             | ハンティ・マンシースク空港             |                                                |                                                                          |                 |
| ナディム                           | ナディム空港                           |                                                |                                                                          |                 |
| シベリア連邦管区                   |                                        |                                                |                                                                          |                 |
| ノヴォシビルスク                   | トルマチョーヴォ空港                   | ハブ空港                                       |                                                                          |                 |
| イルクーツク                       | イルクーツク国際空港                   | ハブ空港                                       |                                                                          |                 |
| クラスノヤルスク                   | イェメリャノヴォ空港                   |                                                |                                                                          |                 |
| オムスク                           | オムスク・ツェントラーリヌイ国際空港   |                                                |                                                                          |                 |
| ケメロヴォ                         | ケメロヴォ国際空港                     |                                                |                                                                          |                 |
| トムスク                           | ボガシェヴォ空港                       |                                                |                                                                          |                 |
| アバカン                           | アバカン国際空港                       |                                                |                                                                          |                 |
| バルナウル                         | バルナウル国際空港                     |                                                |                                                                          |                 |
| ノヴォクズネツク                   | ノヴォクズネツク・スピチェンコヴォ空港 |                                                |                                                                          |                 |
| ノリリスク                         | ノリリスク・アリケリ空港               |                                                |                                                                          |                 |
| クズル                             | クズル空港                             |                                                |                                                                          |                 |
| ゴルノ＝アルタイスク               | ゴルノ＝アルタイスク空港               |                                                |                                                                          |                 |
| 極東連邦管区                       |                                        |                                                |                                                                          |                 |
| ウラジオストク                     | ウラジオストク国際空港                 | 焦点空港                                       |                                                                          |                 |
| ハバロフスク                       | ハバロフスク空港                       | 焦点空港                                       |                                                                          |                 |
| ヤクーツク                         | ヤクーツク空港                         |                                                |                                                                          |                 |
| ユジノサハリンスク                 | ユジノサハリンスク空港                 |                                                |                                                                          |                 |
| ウランウデ                         | バイカル国際空港                       |                                                |                                                                          |                 |
| チタ                               | カダラ空港                             |                                                |                                                                          |                 |
| ブラーツク                         | ブラーツク空港                         |                                                |                                                                          |                 |
| ブラゴヴェシチェンスク             | イグナチェヴォ空港                     |                                                |                                                                          |                 |
| ペトロパブロフスク・カムチャツキー | エリゾヴォ空港                         |                                                |                                                                          |                 |
| マガダン                           | ソコル空港                             |                                                |                                                                          |                 |
| ネリュングリ                       | チュリマン空港                         |                                                |                                                                          |                 |
| ミールヌイ                         | ミールヌイ空港                         |                                                |                                                                          |                 |
| タラカン                           | タラカン空港                           |                                                |                                                                          |                 |
| ペヴェク                           | ペヴェク空港                           |                                                |                                                                          |                 |
| 旧ソ連 (ロシアを除く)              |                                        |                                                |                                                                          |                 |
| ベラルーシ                         | ミンスク                               | ミンスク第2空港                                |                                                                          |                 |
| モルドバ                           | キシナウ                               | キシナウ国際空港                               |                                                                          |                 |
| カザフスタン                       | アルマトイ                             | アルマトイ国際空港                             |                                                                          |                 |
| カザフスタン                       | オスケメン                             | オスケメン空港                                 |                                                                          |                 |
| カザフスタン                       | シムケント                             | シムケント国際空港                             |                                                                          |                 |
| カザフスタン                       | セメイ                                 | セメイ空港                                     |                                                                          |                 |
| カザフスタン                       | パヴロダル                             | パヴロダル空港                                 |                                                                          |                 |
| キルギス                           | オシ                                   | オシ空港                                       |                                                                          |                 |
| キルギス                           | ビシュケク                             | マナス国際空港                                 |                                                                          |                 |
| ウズベキスタン                     | ウルゲンチ                             | ウルゲンチ国際空港                             |                                                                          |                 |
| ウズベキスタン                     | タシュケント                           | タシュケント国際空港                           |                                                                          |                 |
| ウズベキスタン                     | サマルカンド                           | サマルカンド国際空港                           |                                                                          |                 |
| ウズベキスタン                     | フェルガナ                             | フェルガナ国際空港                             |                                                                          |                 |
| ウズベキスタン                     | アンディジャン                         | アンディジャン空港                             | 2025年10月27日より運航開始予定                                           |                 |
| タジキスタン                       | クリャーブ                             | クリャーブ空港                                 |                                                                          |                 |
| タジキスタン                       | ドゥシャンベ                           | ドゥシャンベ空港                               |                                                                          |                 |
| タジキスタン                       | ホジェンド                             | ホジェンド空港                                 |                                                                          |                 |
| トルクメニスタン                   | アシガバート                           | アシガバート空港                               |                                                                          |                 |
| アゼルバイジャン                   | バクー                                 | ヘイダル・アリエフ国際空港                     |                                                                          |                 |
| アルメニア                         | エレバン                               | ズヴァルトノッツ国際空港                       |                                                                          |                 |
| ジョージア                         | クタイシ                               | ダヴィト・ザ・ビルダー・クタイシ国際空港       |                                                                          |                 |
| ジョージア                         | トビリシ                               | トビリシ国際空港                               |                                                                          |                 |
| ジョージア                         | バトゥミ                               | バトゥミ国際空港                               |                                                                          |                 |
| ヨーロッパ                         |                                        |                                                |                                                                          |                 |
| ギリシャ                           | アテネ                                 | アテネ国際空港                                 |                                                                          |                 |
| ブルガリア                         | ヴァルナ                               | ヴァルナ空港                                   |                                                                          |                 |
| ブルガリア                         | ブルガス                               | ブルガス国際空港                               |                                                                          |                 |
| ブルガリア                         | プロヴディフ                           | プロヴディフ空港                               |                                                                          |                 |
| モンテネグロ                       | ティヴァト                             | ティヴァト空港                                 |                                                                          |                 |
| クロアチア                         | スプリト                               | ヴァルナ空港                                   |                                                                          |                 |
| クロアチア                         | ドゥブロヴニク                         | ドゥブロヴニク空港                             |                                                                          |                 |
| クロアチア                         | プーラ                                 | プーラ空港                                     |                                                                          |                 |
| イタリア                           | ヴェローナ                             | ヴェローナ・ヴィッラフランカ空港               |                                                                          |                 |
| イタリア                           | ジェノヴァ                             | ジェノヴァ・クリストーフォロ・コロンボ空港     |                                                                          |                 |
| イタリア                           | ナポリ                                 | ナポリ・カポディキーノ国際空港                 |                                                                          |                 |
| オーストリア                       | インスブルック                         | インスブルック空港                             |                                                                          |                 |
| オーストリア                       | ザルツブルク                           | ザルツブルク空港                               |                                                                          |                 |
| ドイツ                             | フランクフルト                         | フランクフルト空港                             |                                                                          |                 |
| ドイツ                             | ミュンヘン                             | ミュンヘン国際空港                             |                                                                          |                 |
| ドイツ                             | デュッセルドルフ                       | デュッセルドルフ空港                           |                                                                          |                 |
| ドイツ                             | ベルリン                               | ベルリン・テーゲル空港                         |                                                                          |                 |
| チェコ                             | プラハ                                 | ルズィニエ国際空港                             |                                                                          |                 |
| アイルランド                       | ダブリン                               | ダブリン空港                                   |                                                                          |                 |
| スペイン                           | アリカンテ                             | アリカンテ＝エルチェ空港                       |                                                                          |                 |
| スペイン                           | パルマ・デ・マヨルカ                   | パルマ・デ・マヨルカ空港                       |                                                                          |                 |
| スペイン                           | バレンシア                             | バレンシア空港                                 |                                                                          |                 |
| スペイン                           | マドリード                             | アドルフォ・スアレス・マドリード＝バラハス空港 |                                                                          |                 |
| 西アジア                           |                                        |                                                |                                                                          |                 |
| トルコ                             | イスタンブール                         | イスタンブール空港                             |                                                                          |                 |
| トルコ                             | アンタルヤ                             | アンタルヤ空港                                 |                                                                          |                 |
| アラブ首長国連邦                   | ドバイ                                 | ドバイ国際空港                                 |                                                                          |                 |
| キプロス                           | パフォス                               | パフォス国際空港                               |                                                                          |                 |
| キプロス                           | ラルナカ                               | ラルナカ国際空港                               |                                                                          |                 |
| 東アジア                           |                                        |                                                |                                                                          |                 |
| 日本                               | 東京                                   | 東京国際空港                                   | 新型コロナウイルスの影響により、就航後、長期運休中。運航再開時期は未定。 |                 |
| 日本                               | 大阪                                   | 関西国際空港                                   | 就航時期未定                                                             |                 |
| 韓国                               | ソウル                                 | 仁川国際空港                                   |                                                                          |                 |
| 香港                               | 香港                                   | 香港国際空港                                   |                                                                          |                 |
| 中国                               | 北京                                   | 北京大興国際空港                               |                                                                          |                 |
| 中国                               | 広州                                   | 広州白雲国際空港                               |                                                                          |                 |
| 中国                               | 上海                                   | 上海浦東国際空港                               |                                                                          |                 |
| 中国                               | ウルムチ                               | ウルムチ地窩堡国際空港                         |                                                                          |                 |
| 東南アジア                         |                                        |                                                |                                                                          |                 |
| タイ                               | バンコク                               | スワンナプーム国際空港                         |                                                                          |                 |
| タイ                               | プーケット                             | プーケット国際空港                             |                                                                          |                 |
| 2021年以前の休・廃止路線           |                                        |                                                |                                                                          |                 |
| ウクライナ                         | キエフ                                 | ボルィースピリ国際空港                         |                                                                          |                 |
| ウクライナ                         | オデッサ                               | オデッサ国際空港                               |                                                                          |                 |
| 中国                               | 北京                                   | 北京首都国際空港                               |                                                                          |                 |

## コードシェアパートナー
2025年2月現在、以下の航空会社とのコードシェア便を運航している。
- アゼルバイジャン航空[17][18]
- バンコク・エアウェイズ
- ベラヴィア
- シンガポール航空

## 保有機材
機材は2008年10月まではツポレフTu-154B2Mを主に使っていたが、現在はボーイングとエアバスを中心に2017年からエンブラエルERJ-170を使用している。これにより、ロシア製のS7航空の機材は姿を消した。なお、ボーイング787 ドリームライナーを発注していたが、金融危機によるロシアの貸し渋りから15機全てキャンセルしている。
2017年のエンブラエルERJ-170導入を機に新塗装をまとっている。機体全体の黄緑色塗装は変わらないものの、S7のロゴ表記が変更された。

### 現在の運航機材

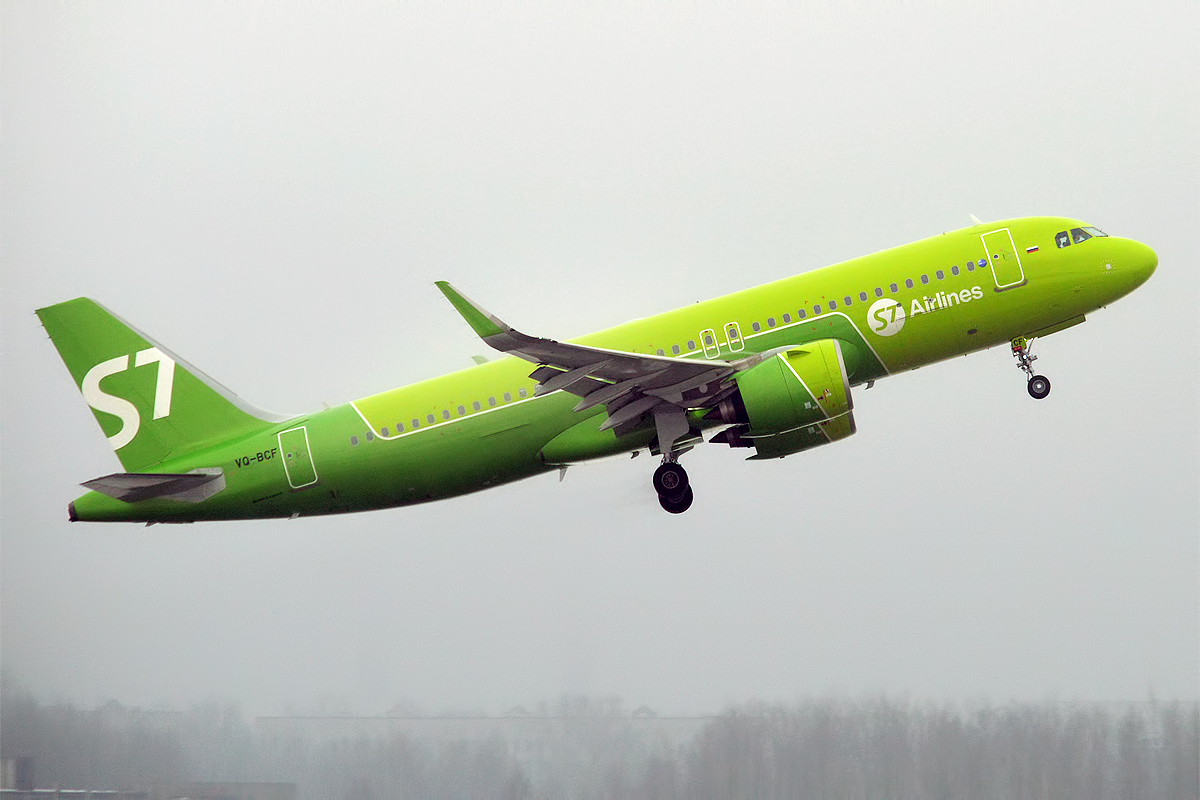
エアバスA320neo

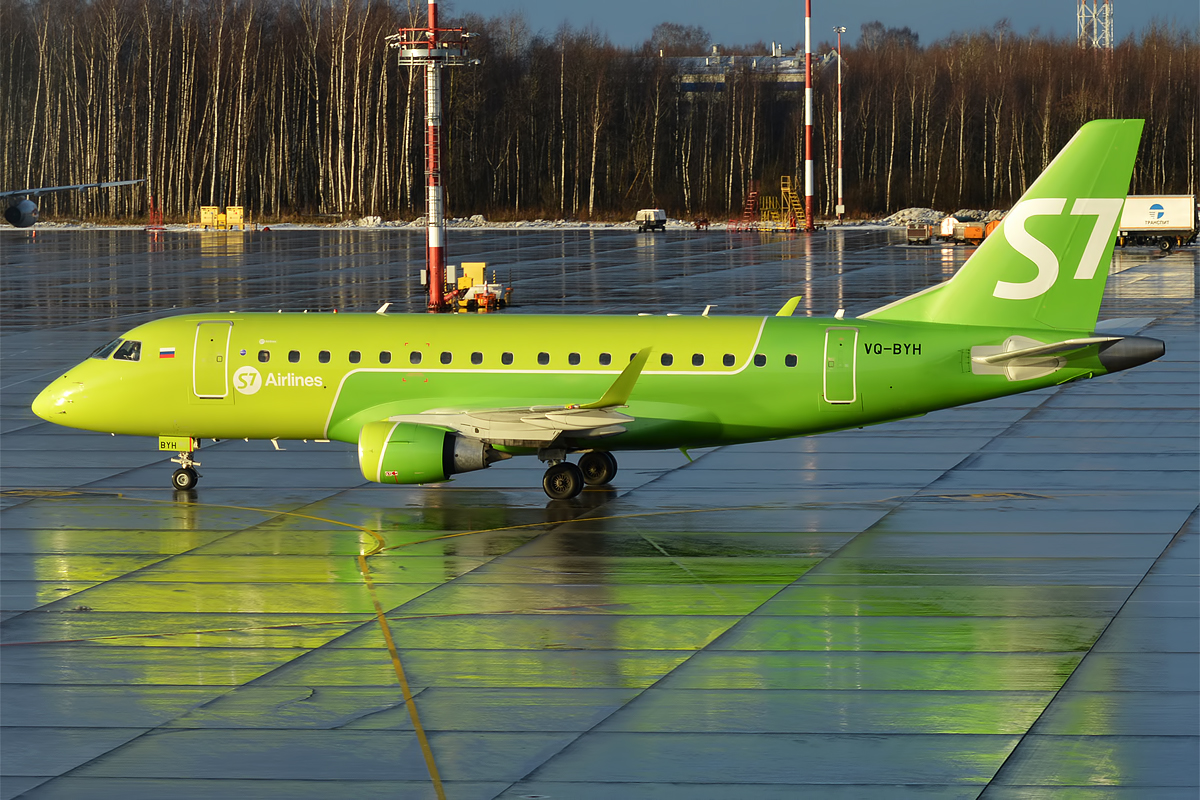
エンブラエルE170 プルコヴォ空港

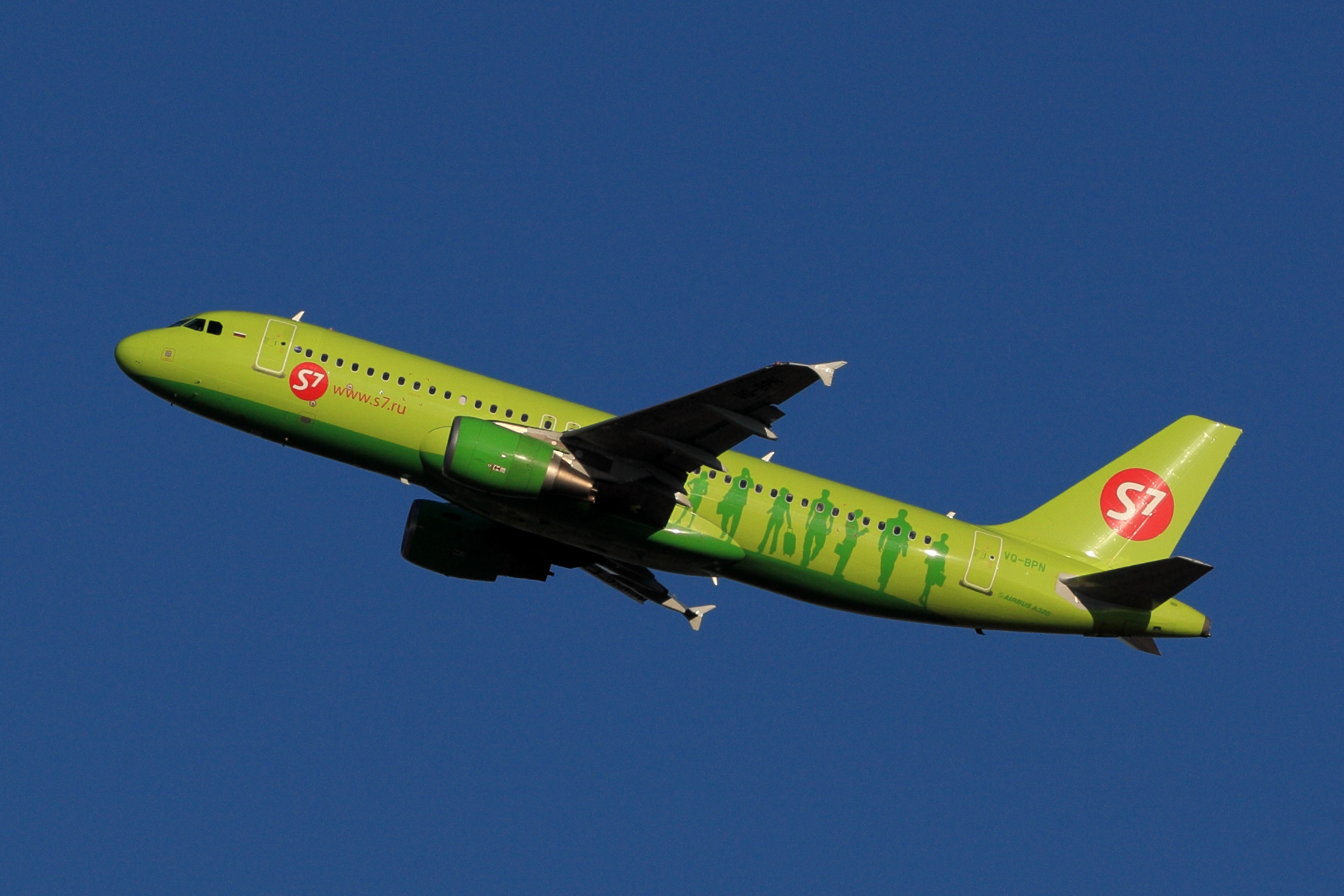
エアバスA320-200型機 旧塗装

2024年9月時点、S7航空が保有する機材は以下のとおりである。
2015年6月現在、S7航空の保有機材の平均年数は9.5年である。また、エアバス（52機）、ボーイング（23機）、エンブラエル（17機）で運航されている。

### 退役機材
S7航空が現在保有している機材と過去に保有していた機材は以下のとおりである。

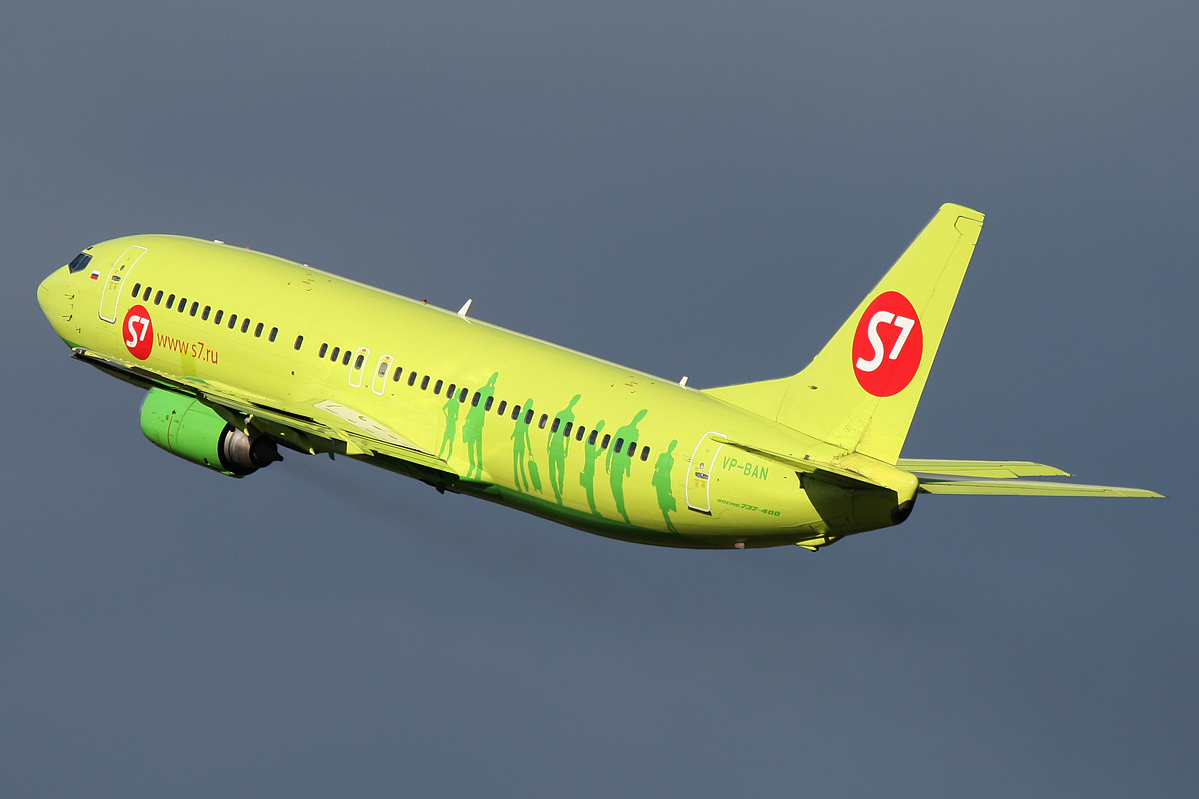
ボーイング737–400型機

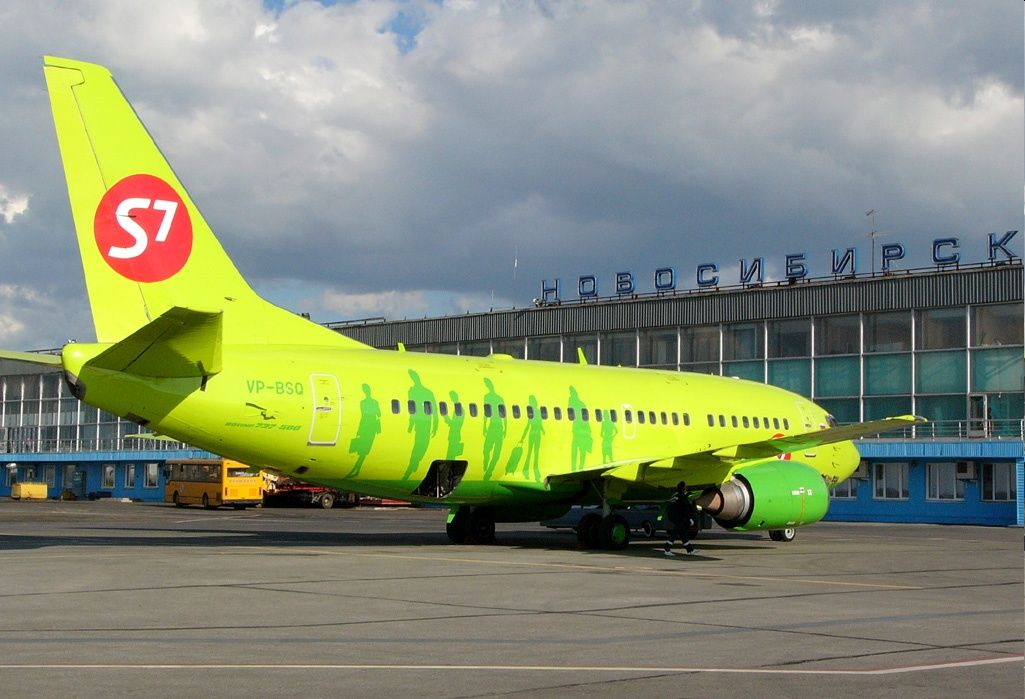
ボーイング737-500型機

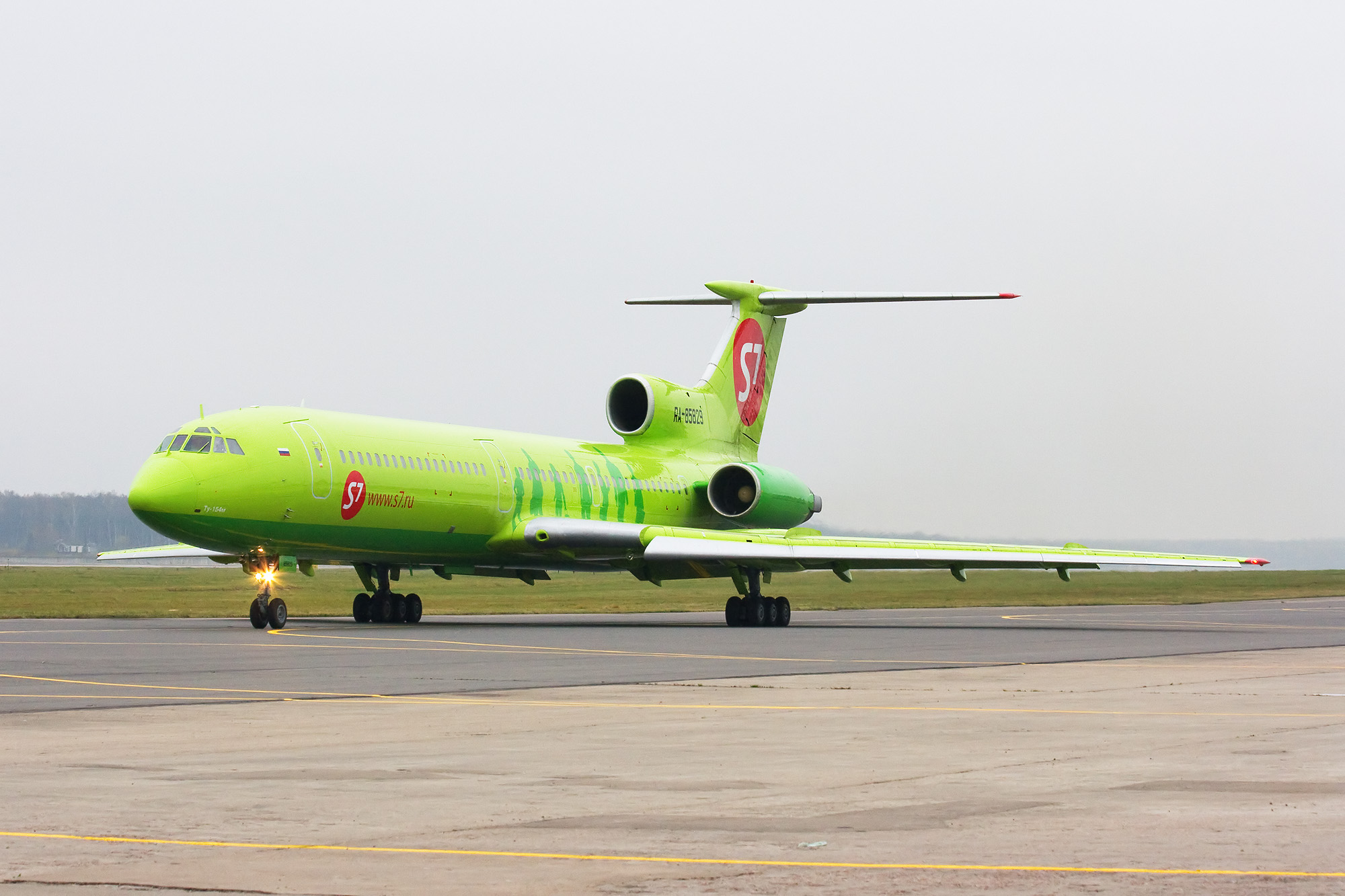
ツポレフTu-154型機

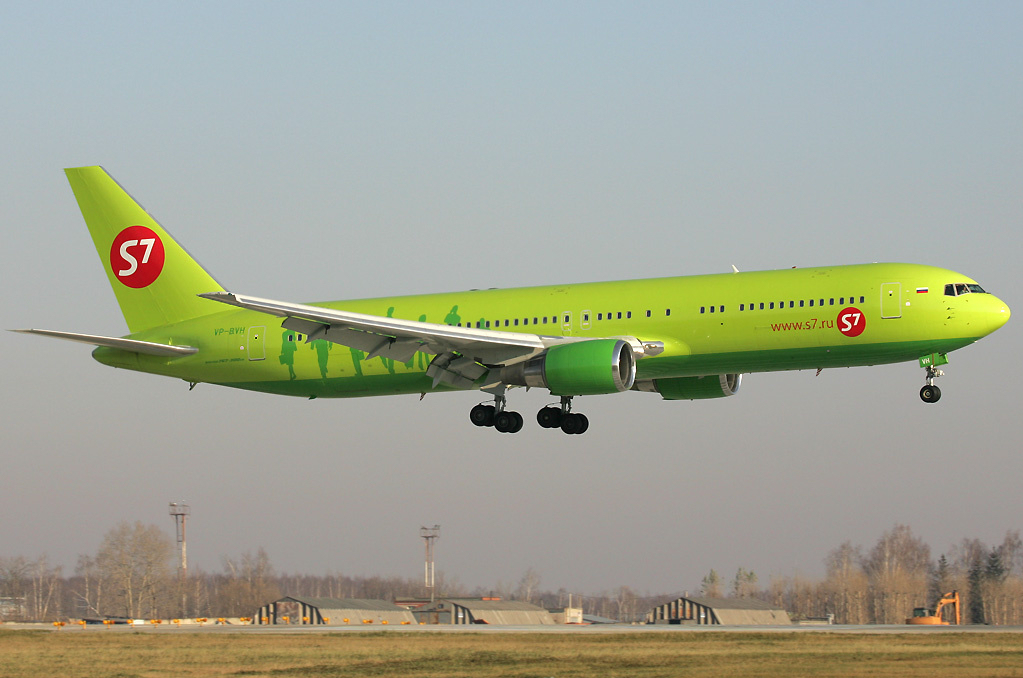
ボーイング767型機

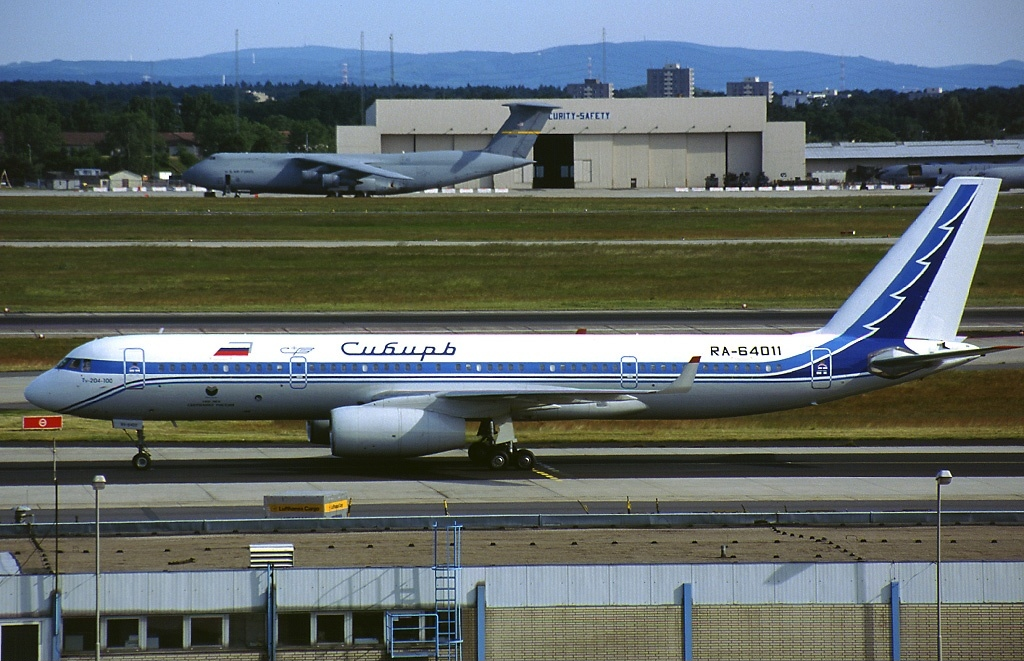
ツポレフTu-204型機

## サービス

### 座席

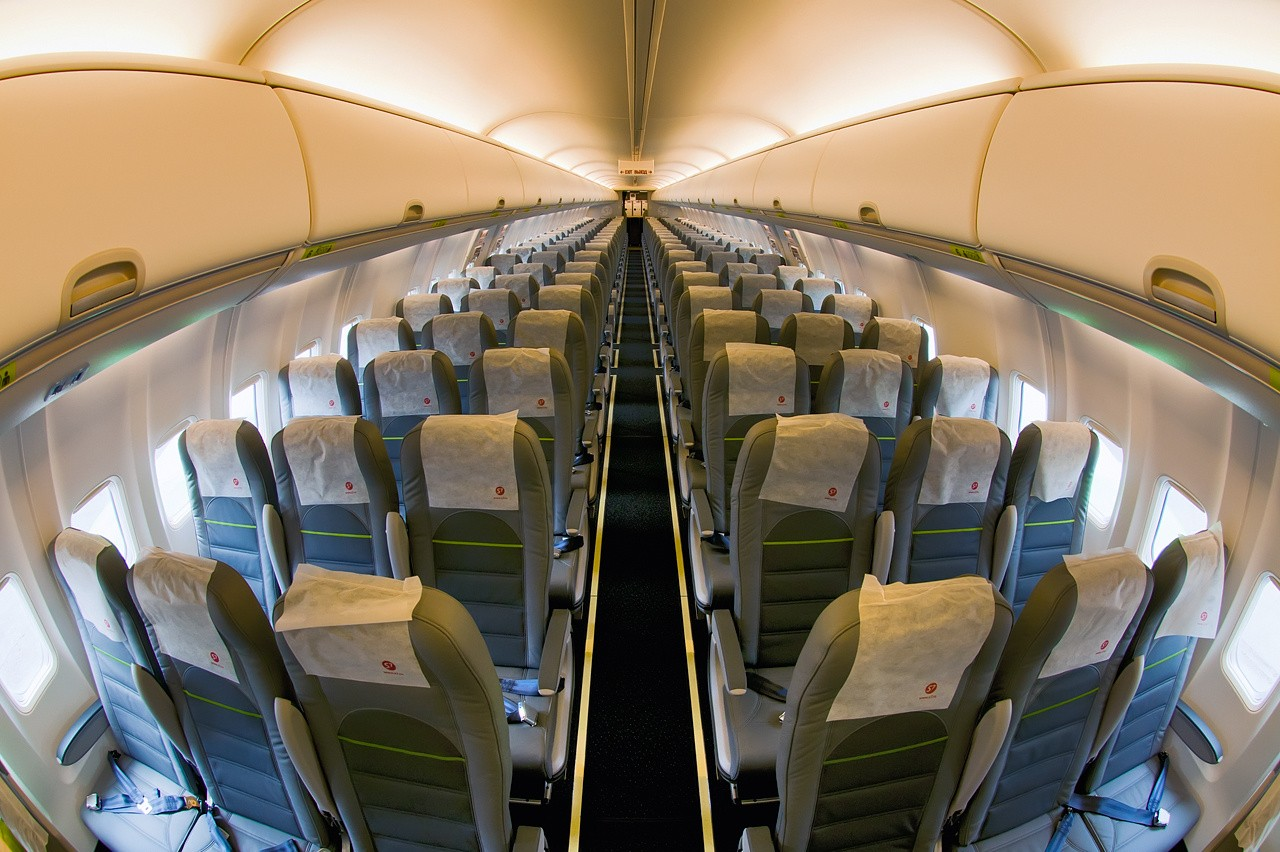
ボーイング737型機のエコノミークラス

すべての機材において、エコノミークラスとビジネスクラスを設定している。エコノミークラスの座席は日系大手と比較すると狭く、シートモニターなどは一切設置されていない。エアバス320neo運航便のみ、機内wifiを利用したエンターテイメントサービスとシート下部のユニバーサル電源、USBポートが利用できる。320neo以外の従来機では、エンターテイメント含めwifi、電源は一切利用できない。ビジネスクラスはエコノミークラスとカーテンによって隔離されており、エコノミークラスとは異なった機内食が提供されるほか、エコノミーが3-3列で構成されるのに対し、2-2列とかなり広い。。

### ラウンジ
モスクワ（ドモジェドヴォ空港）とノヴォシビリスク（トルマチョーヴォ空港）には、ビジネスクラスラウンジがある。また、モスクワには、「S7コンフォートラウンジ」と呼ばれるエコノミークラス搭乗者向けの空港ラウンジがあり、S7航空・グローバス・ワンワールド加盟航空会社のフライトの搭乗者、S7 Ticket LLCのボーナスプログラムメンバーが利用できる。

### マイレージプログラム
「S7 プライオリティ (S7 Priority)」というマイレージプログラムを提供している。会員ステータスはS7 Priority Platinum・S7 Priority Gold・S7 Priority Silver・S7 Priorityの4段階に区別され、ワンワールド・エリート・ステータスが適用される。

## ロシア、ウクライナの戦争の影響
2022年2月24日、ロシアがウクライナの東部・南部・北部から全面的に侵攻を開始し、ロシア対ウクライナの全面戦争に発展した。そのため、西側諸国(主に欧米)からロシアは制裁を受ける事となり、ロシアの航空業界に大きな影響がでた。

### 路線縮小
侵攻の結果、S7をはじめとするロシアの航空会社は、EUの空域と他国の空域から禁止され、これにより、S7航空は2022年2月25日にヨーロッパでの運航を停止し、2022年3月5日までにすべての国際線の運航を停止した。

### リース航空機返却問題
バミューダが経済制裁の1つとして、ロシアと関連する航空機の耐空性証明を有効としないと決定し、ロシアの航空会社にリースされている航空機を接収する事案が相次いだため、ロシアでは、機体記号を他国籍としての登録から、ロシア国籍へ変更を進めた。S7航空でもリースしていた航空機をの登録をロシアに変更した事例がある。なお、例外として、事故のために運航できず、また、欧米諸国の経済制裁で部品が輸入できなかったB737MAXは、アメリカのリース会社に返却している。

## 事件
- シベリア航空機撃墜事件
- 2004年ロシア航空機爆破事件
- S7航空778便着陸失敗事故